# Erwin Hochmair

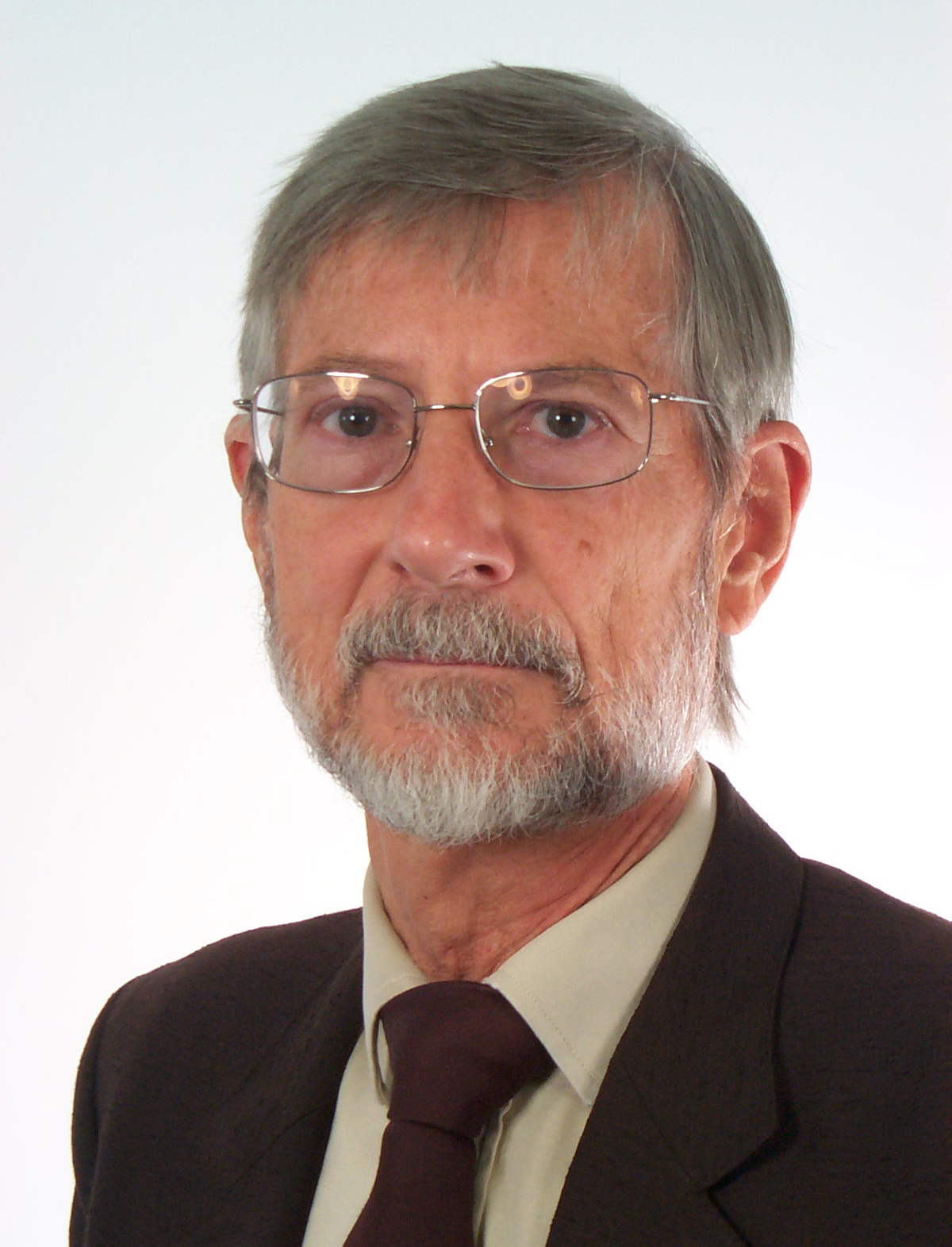
Erwin Hochmair 2000 als Lehrender der Universität Innsbruck

Erwin S. Hochmair (* 1940 in Wien) ist ein österreichischer Elektroingenieur. Er entwickelte mit seiner Ehefrau Ingeborg Hochmair-Desoyer das erste elektronische Multikanal-Cochlea-Implantat und gründete mit ihr 1989 für die Vermarktung die Firma MED-EL in Innsbruck.

## Leben und Wirken
Hochmair studierte Elektrotechnik an der TU Wien mit dem Diplom 1964 und der Promotion am Institut für Physikalische Elektronik 1967. Von 1970 bis 1972 war er am Marshall Space Flight Center der NASA, wo er mit CMOS-Technologie für Integrierte Schaltkreise vertraut wurde. Nach der Rückkehr wurde er wieder Universitätsassistent an der TU Wien. Hier lernte er seine Frau Ingeborg J. Desoyer kennen, mit der er die Entwicklung von elektronischen Geräten zur Cochlea-Implantation begann, in Zusammenarbeit mit dem Otologen Kurt Burian. Ende 1977 wurde ihr erstes Multikanal-Cochlea-Implantat eingesetzt. Pionierarbeit auf diesem Gebiet hatten zuvor in den 1960er Jahren William F. House (nur auf einem Kanal) und in Australien Graeme Clark geleistet. Bis Anfang der 1980er Jahre bauten sie das Gerät so um, dass durch breite Variationsmöglichkeiten in den Hör-Stimuli ein gezieltes Lernen von Sprache für Taube möglich war. 1980 habilitierte sich Hochmair in Elektronik (einschließlich Anwendungen in der Medizin). Nachdem das Ehepaar zunächst mit der Firma 3M für die Produktion des Implantats zusammenarbeiten wollte, gründeten sie 1989 eine eigene Firma, MED-EL. Die Firma hatte 2008 einen Umsatz von 73 Millionen Euro und beschäftigte 850 Mitarbeiter. 1985 wurde er ordentlicher Professor für Angewandte Physik und Mikroelektronik an der Universität Innsbruck. 1993 bis 1995 war er Dekan der naturwissenschaftlichen Fakultät und 1995 bis 2006 leitete er das Institut für Angewandte Physik.
1972 war er Gastprofessor an der Stanford University. Von ihm stammen über 100 Fachpublikationen (Elektronik, Schaltkreisentwurf, Cochlea-Implantate) und er ist an über 40 Patenten beteiligt.

## Auszeichnungen
2003 erhielt er den Erwin Schrödinger-Preis und er erhielt den Holzer-Preis der TU Wien. 2004 wurde er mit seiner Frau Ehrendoktor der TU München. 2014 wurde er mit dem Österreichischen Ehrenkreuz für Wissenschaft und Kunst I. Klasse und dem Russ Prize der National Academy of Engineering ausgezeichnet. Für 2016 wurde ihm gemeinsam mit Blake S. Wilson und Ingeborg Hochmair-Desoyer der Eduard-Rhein-Preis zugesprochen.
2015 wurde er von der TU Wien mit der Johann Joseph Ritter von Prechtl-Medaille auszeichnet. Seit 2018 ist er Ehrenmitglied der Österreichischen Akademie der Wissenschaften. Für 2023 wurde Hochmair die IEEE Alexander Graham Bell Medal zugesprochen.